# أقداد (فصيلة فرعية)
الأَقْدَاد أو الجَرَانب (الاسم العلمي: Cricetinae) هي فُصَيِّلَة من القوارض تشبه الفئران وتكثر تربية بعض أنواعه في دول أوروبا وأمريكا الشمالية، يدعى الواحد من أفراد هذه الفُصَيِّلَة بالقَدَاد أو الهَمَسْتَر أو الجَرْنَب (بالإنجليزية: Hamster). يتميز هذا الحيوان بوجود جيوب في فمه لحفظ الطعام. تحوي هذه الفُصَيِّلَة نحو 25 نوعاً تصنف في 6 أو 7 أجناس.

## الشكل العام
للأقداد ذيل أقصر بكثير من الجسم، ولها آذان حادة السمع وأقدام مفلطحة وسيقان مكتنزة وقصيرة. لها فراء حريري يمكن أن يكون طويلاً أوقصيراً، متعدد الألوان ما بين الأبيض والأسود والعسلي والرمادي والأصفر أو مزيج ما بين هذه الألوان. تتميز أنواع الأقداد الروسية والقزمة وبياض الشتاء بأن لها خطاً غامقاً على الظهر. الأقداد تتراوح بين 50 ملم إلى 340 ملم، وتتراوح أطوال الذيل ما بين 7 إلى 106 ملم. عندما يضع القداد الطعام في جيوب فمه فإن حجم رأسه من الممكن أن يتضاعف إلى 3 مرات. يتكون العمود الفقري للقداد من 13 فقرة صدرية و 6 فقرات قطنية.

## التاريخ
أدى عيش الأقداد في البرية لعدة قرون إلى تكون جيب فموي لنقل الأغذية للعودة إلى جحرهم نمت مع الأقداد فطريا، حاسّتا الشم والسمع بينما تراجعت حاسة البصر لظروف عيشه في المساء. حصلت الأقداد على الاسم اللاتيني في العام 1839 عندما سمّى العالم البريطاني جورج ووترهاوس أحد أنواعها، القداد الذهبي، باسمه اللاتيني Cricetus auratus. وفي العام 1930 استطاع العلماء تدجين وتربية وإنتاج الأقداد.

## التوزيع الجغرافي
يمتد موقع القداد من وسط أوروبا إلى سيبيريا ومنغوليا والصين وكوريا الشمالية شمالاً، ومن سوريا إلى باكستان جنوباً، تعيش الأقداد في الصحارى على الحدود والكثبان والتلال وعند سفوح الجبال والشجيرات المنخفضة وأودية الأنهار والمراعي، وتعيش بعض الأقداد في المزارع، كل نوع من الأقداد يتمركز في منطقة ما، فعلى سبيل المثال القداد الأوروبي يعيش في وسط أوروبا وغرب سيبيريا وشمال غرب الصين، والقداد السوري يعيش فقط في منطقة محدودة شمال سوريا.

## الأنواع

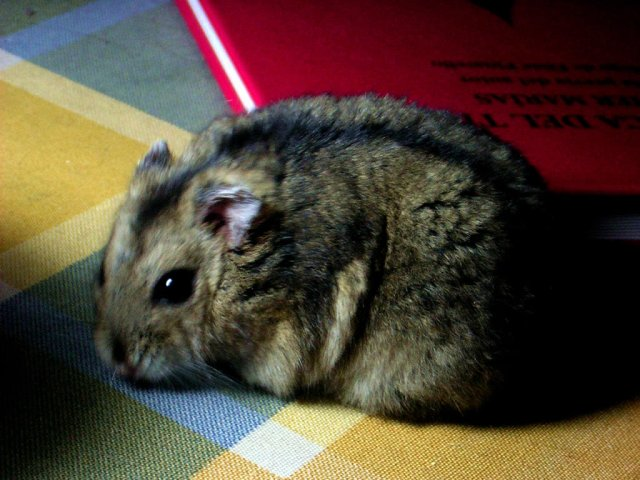
قداد روسي

قداد يتناول قطعة جزر

- القداد السوري: موطنه الأصلي هو صحراء الشرق الأوسط. تكيفت إمكانياته مع ظروف حياته، فهو يتمتع بكلى تزيد من تركيز بوله وذلك لشدة الحر في تلك الدول، ويتميز برائحة بوله النفادة وكبر حجمه مقارنة بالأنواع الأخرى من الأقداد ويحب أن يعيش منفرداً. لا يملك فراءً على أقدامه وفروه غزير وكثيف، يعيش 3 سنوات، قد يصل طوله إلى 18 سنتيمتر. يعتبر النوع النموذجي لأسرة الأقداد.
- القداد الروسي: موطنه الأصلي روسيا. صغير الحجم ويحب أن يعيش على شكل أزواج، وينصح به للمبتدئين في تربية القداد لاستقلاليته في العيش، فهو لا يحتاج إلى الإنسان بصورة مستمرة. وله شريط غامق يمتد من الرأس للذيل. يعيش نحو سنة ونصف. ويعتبر نوعا بياض الشتاء والقداد القزم والقداد الصيني متفرعان منه.
- قداد بياض الشتاء: لهم شريط غامق اللون يمتد من الرأس إلى الذيل. قد يعيش في الأسر حوالي سنة ونصف. يتحول معطفه إلى اللون الأبيض في البرية أيام الشتاء والملاحظ أن التغيير لا يحدث إلا في البرية.
- القداد القزم: أصغر أنواع الأقداد، يتراوح طوله ما بين 5,5 و 10،5 سنتيمتر وله شريط غامق يمتد من الرأس للذيل. يعيش من 2-3 سنوات.
- القداد الصيني: يشبه القداد الروسي، له ذيل بطول 4سنتيمتر. وله شريط غامق يمتد من الرأس للذيل. يعيش ما بين سنة ونصف إلى ثلاث سنوات.

## التغذية
تتغذى الأقداد على تشكيلة منوعة من الأطعمة، فهي تستطيع أكل الحبوب وبذور دوار الشمس والفواكه والخضروات، وحتى اللحم. ورغم هذه التشكيلة الكبيرة والمتنوعة، فإنها لا تستطيع العيش على نوع واحد، فتناول الفواكه والخضروات كغذاء أساسي يسبب لها الإسهال. يمكن لبعض أنواع الأقداد أيضا تناول الضفادع الصغيرة والجذور والحشرات وفي الطبيعة قد تلجأ الأقداد إلى أكل برازها عند عدم توفر الطعام ونقص الحديد.

## التكاثر

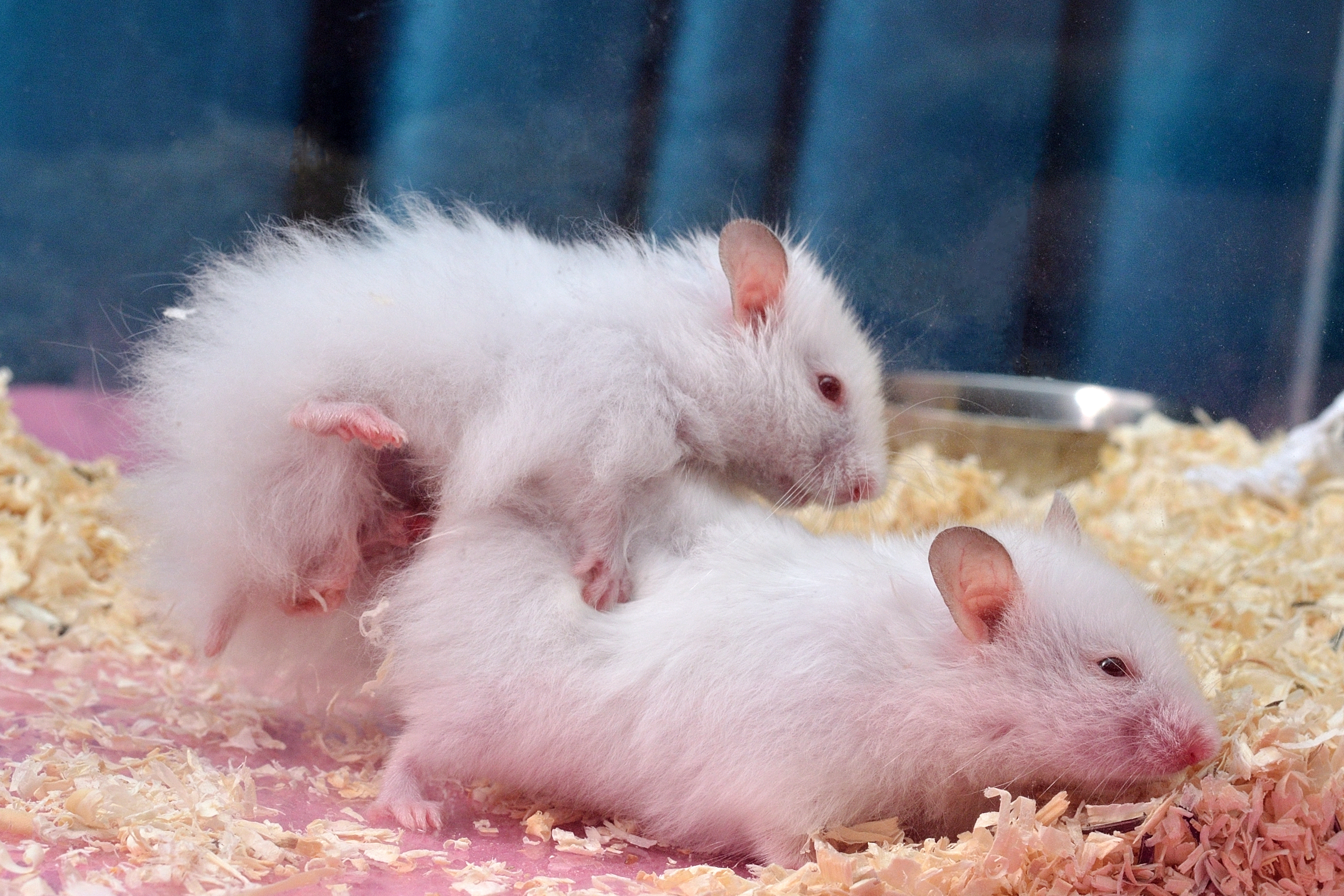

تتزاوج الأقداد من عمر شهر إلى ثلاثة شهور في بعض الأنواع، وتكون الأنثى الخصبة أقصر عمراً من الذكر (18شهر تقريبا)، موسم التكاثر يمتد ما بين نيسان/أبريل إلى تشرين الأول. يعرف القداد الصيني بأنه عدواني جداً ضد الذكر عندما تكون حاملاً، وقد تقتله ولذا يوصي المربّون بفصل الذكر عن الأنثى خلال أيام الحمل وكذلك تفعل الإناث السوريات. يدوم الحمل ما بين16-18 للأنثى السورية، وتلد ما بين 1 - 13صغيراً في المتوسط ومن 18 - 21 للأنثى الروسية ومن 21 - 23 يوماً للأنثى الصينية، ومن 32 - 30 يوماً الأنثى القداد القزم. قد تأكل أنثى الأقداد الصغار عند ولادتهم لإحساسها بالخطر أو تضعهم في كيس فمها وحسب. تلد الأقداد صغاراً عميان وبلا شعر، وبعد أسبوع يبدأون باستكشاف العش، وبعد ثلاثة أسابيع أو أربعة للقداد القزم، فإنهم سيفطمون بالكامل.

## الأقداد في البرية
القداد السوري يعيش في البرية منفرداً، وقد يحارب حتى الموت عند احتلال أي قداد لمخبئه. تبقى الأقداد تحت الأرض طوال النهار، فيما عدا من بضعة أوقات الغروب حين تبحث عن طعامها. كل الأقداد حفارات ممتازة، وتبني الغرف تحت الأرض للنوم وحفظ الطعام وغير ذلك من الاحتياجات. لا تقوم الأقداد بعملية البيات الشتوي ولكنها قد تقلل من بعض العمليات الحيوية كنبض القلب والتنفس إلى أدنى حد من سبعة إلى عشرة أيام. تخزن الأقداد غذائها في جحورها، وقد تبقى العديد من الأيام بداخل جحورها مع مخزونها من الغذاء. للأقداد في البرية الكثير من المفترسات مثل:
- القاقوم
- النسر الجارح
- اللواحم من الثدييات
- الثعلب الأحمر
- مالك الحزين
- الغراب
- الغُرير الأوراسي
- الثعبان

يمكن أن تكون الأقداد عدوانية جداً وهي لا تتوانى عن الدفاع عن أنفسها ضد الأعداء بقواطعها الكبيرة ومما يساعدها على ذلك أن لون فروها يساعد على التمويه.

## التأثير على البشر
يكمن التأثير السلبي للأقداد على البشر أن بعض أنواعها تهاجم المحاصيل وتدمِّرها وبذلك تعد آفة للمحاصيل ولكن لها دوراً إيجابياً في أغراض التعليم والبحوث ويربّي العلماء الأقداد لاختبارات الأدوية الجلدية واختبارات الحساسية. كما أن بعض أنواع الأقداد قد تربّت في الأسر وأصبحت حيوانات أليفة.

## التربية

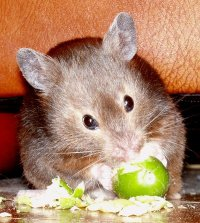
قداد سوري يتناول طعامه

لم يمنع انتماء الأقداد لعائلة القوارض من أن تكون من أكثر الحيوانات شعبية اليوم، على عكس الماضي، إذ يقبل الكثير من الناس على شراء الأقداد من محلات الحيوانات الأليفة في كل البلدان وشراء قداد قد ولد عند مربي يعني معرفة تاريخ الآباء وعمر المولود. أغلب الأقداد اليوم هي من سلالة مباشرة من تلك الأقداد البرية التي كانت في صحراء الشرق الأوسط. يمكن بسهولة الاحتفاظ بالأقداد في المنزل في أقفاص أو أحواض زجاجية، يكون القفص أسهل من حيث التنقل، ويمكن للقداد أن يستعملها في التسلق وتتوفر في المتاجر أقفاص بها أدوار عدة وأنفاق وسلالم، ولكن الأحواض الزجاجية توفر نظافة وتؤمن عدم تطاير الأوساخ إلى الخارج، وتوفر رؤية واضحة للقداد، القداد القزم يجب أن يتوفر له مكان لايقل عن 80 بوصة نظراً لنشاطه الكبير. يجب تبطين قفص القداد بنشارة الخشب منعاً لظهور الرائحة، ويجب الإمتناع تماماً عن تبطينها بنشارة من الخشب الليفي متوسط الكثافة ونشارة خشب الصنوبريات لأنها تضر بالكبد والجلد والجهاز التنفسي لدى الحيوانات. كغيره من الحيونات، يحتاج القداد إلى حركة ورياضة، توفر له عجلة الأقداد إمكانية الجري مسافات طويلة في المكان نفسه، وتوجد أيضا كرات بلاستكية يدخل فيها القداد ويجري بها، ومن ميّزاتها أنها تسمح للقداد الحركة في المكان بدون التعرض للمخاطر كالدهس مثلاً، لكن يجب عدم وضع القداد في الكرة أكثر من 30 دقيقة حتى لا يصاب باستفراغ.